# デジタルアイデンティティ (企業)
株式会社デジタルアイデンティティ（デジタルアイデンティティ、DigitalIdentity, Inc.）は、デジタルマーケティング事業を主とする日本の会社である。
株式会社Orchestra Holdingsの100%子会社であり、グループの中核会社。本社は東京都渋谷区恵比寿南。

## 概要
2009年に創業した株式会社デジタルアイデンティティが、2017年の持株会社制移行に伴い株式会社Orchestra Holdingsに商号変更、同時に事業会社として新規設立したのが株式会社デジタルアイデンティティである。
web広告運用、SEOコンサルティング、クリエイティブ制作など、デジタルマーケティング事業を展開している。

## 沿革

### 株式会社デジタルアイデンティティ（初代）→ 株式会社Orchestra Holdings
- 2009年6月 - 株式会社クリスタライフ設立
- 2012年3月 - 株式会社デジタルアイデンティティに商号変更
- 2016年9月14日 - 東京証券取引所マザーズに株式を上場
- 2017年7月3日 - 持株会社体制へ移行。新設分割により、事業を株式会社デジタルアイデンティティ（2代）及び株式会社ライフテクノロジーに継承し、株式会社OrchestraHoldingsに商号変更。
- 2018年12月14日 - 東京証券取引所市場第一部へ市場変更
- 2021年3月24日 - 子会社の株式会社Sharing Innovationsが東京証券取引所マザーズに株式を上場。

### 株式会社デジタルアイデンティティ（2代）
- 2017年7月3日 - 新設分割により設立。
- 2021年
  - 3月2日 - 株式会社テー・オー・ダブリューと業務提携
  - 3月4日 - Indeedの認定パートナー制度において、2020年下期および通期売上「ブロンズパートナー1位」を受賞し、シルバーパートナーに昇格。
  - 5月17日 - 2021年度上半期Yahoo!広告の検索広告、ディスプレイ広告（運用型）の「広告審査認定パートナー」を取得。両方取得は日本で一社のみ。
  - 9月16日 - 株式会社ぱむの全株式を取得し、子会社化。
  - 9月30日 - テテマーチ株式会社より、SNSマーケティングツール「CAMPiN」の事業を譲受。
  - 10月15日 - Web制作・動画制作会社の株式会社ピースを子会社化。
- 2022年
  - 5月9日 -  SNSマーケティング事業を手掛ける株式会社ミンツプランニングの株式を取得し子会社化
  - 10月1日 -  株式会社LIFULLより、不動産事業者向けのインターネットマーケティング支援を手がけるLIFULL Marketing Partnersの全株式を取得。子会社化。株式会社DI Marketing Partnersへ社名変更。
- 2023年
  - 1月1日 -  子会社である株式会社ぱむ・株式会社DI Marketing Partnersを吸収合併[2][3]。
  - 1月31日 - SEO事業会社の株式会社アダムテクノロジーズ、WordPressを専門としたシステム開発、保守運用を手掛ける株式会社e2eの株式を取得。子会社化。

## 事業概要
- 広告代理事業 - リスティング広告・ディスプレイ広告などの運用型広告の戦略立案から運用業務受託。動画広告・純広告・タイアップ広告などの企画立案業務。インハウス(内製化)支援。
- SEOコンサルティング事業 - SEO施策・サイト内部コンサルティング、コンテンツマーケティング企画・運用、コンテンツライティング、アクセス解析業務。
- クリエイティブ事業 - webサイト制作、LP・バナー制作・バナーPDCA(運用改善)、UI/UXコンサルティング、システム構築、受託開発など
- DX支援業務 - CRM導入支援、インプリメント受託。MAコンサルティング。DMP導入・活用支援。

## 運営メディア
- LaniLani - ハワイ情報サイト。ハワイの観光やファッション、現地オプショナルツアーの情報を提供
- デジタルマーケティングブログ - 企業のWeb担当者向けの情報ブログ。

## 関連会社
- 株式会社Orchestra Holdings
- 株式会社Sharing Innovations
- 株式会社Orchestra Investment
- 株式会社ワン・オー・ワン
- 株式会社Media Fox
- 株式会社ぱむ
- 株式会社ピース
- 株式会社ミンツプランニング